# Carmustine
Carmustine (bis-chloroethylnitrosourea, BCNU, BiCNU) là một loại thuốc được sử dụng chủ yếu cho hóa trị. Nó là một hợp chất -chloro- nitrosourea mù tạt nitơ được sử dụng như một tác nhân kiềm hóa.

## Sự miêu tả
Carmustine là một loại thuốc rắn màu vàng cam được sử dụng chủ yếu cho hóa trị. Nó là một hợp chất -chloro- nitrosourea mù tạt nitơ.

## Cơ chế hoạt động
Là một tác nhân kiềm hóa, carmustine có thể hình thành các liên kết chéo giữa các DNA trong DNA, ngăn chặn sự sao chép DNA và sao chép DNA.     

## Công dụng
Carmustine được sử dụng như một tác nhân kiềm hóa để điều trị một số loại ung thư não bao gồm u thần kinh đệm, glioblastoma multiforme, medulloblastoma và astrocytoma), đa u tủy và u lympho (Hodgkin và không Hodgkin).
BCNU đôi khi được sử dụng kết hợp với các chất ức chế transferase alkyl guanine (AGT), chẳng hạn như O 6 -benzylguanine. Các chất ức chế AGT làm tăng hiệu quả của carmustine bằng cách ức chế quá trình đảo ngược trực tiếp của sửa chữa DNA, điều này sẽ ngăn chặn sự hình thành liên kết ngang giữa N 1 của guanine và N 3 của cytosine.
Nó cũng được sử dụng như một phần của giao thức hóa trị liệu để chuẩn bị cho việc ghép tế bào gốc huyết học, một loại cấy ghép tủy xương, nhằm giảm số lượng bạch cầu ở người nhận. Sử dụng theo giao thức này, thường là với fludarabine và melphalan, được phát triển bởi các bác sĩ ung thư tại Trung tâm Ung thư MD Anderson của Đại học Texas.     

## Cấy ghép
Trong điều trị các khối u não, Cơ quan Quản lý Thực phẩm và Dược phẩm Hoa Kỳ (FDA) đã phê duyệt các đĩa phân hủy sinh học được truyền bằng carmustine (Gliadel). Họ được cấy dưới hộp sọ trong một cuộc phẫu thuật gọi là cắt sọ. Đĩa cho phép giải phóng carmustine có kiểm soát trong dịch ngoại bào của não, do đó loại bỏ sự cần thiết của thuốc đóng gói để vượt qua hàng rào máu não.

## Sản xuất
Chất làm mềm để tiêm được bán trên thị trường dưới tên BiCNU bởi Bristol-Myers Squibb  và bây giờ  bởi Dược phẩm Emcure. Ở Ấn Độ, nó được bán dưới nhiều tên thương hiệu khác nhau, bao gồm cả Consium. Sản phẩm hiện có sẵn dưới dạng phiên bản chung với các nhà sản xuất khác cung cấp sản phẩm được cấp phép tại thị trường Hoa Kỳ và EU.